# Crasna Vișeului, Maramureș

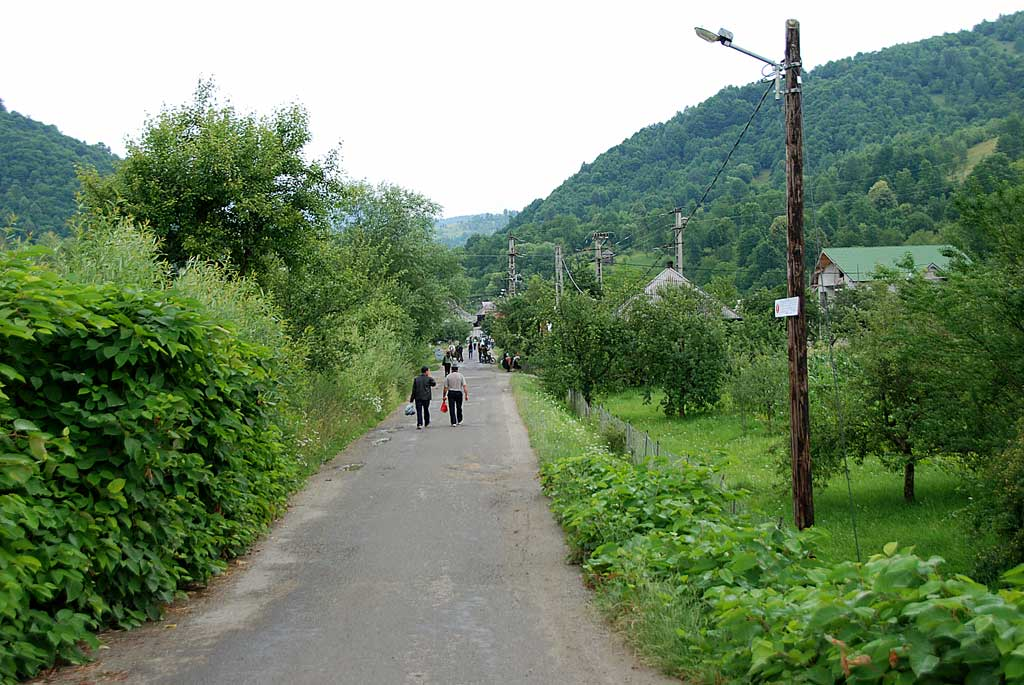

Crasna Vișeului este un sat în comuna Bistra din județul Maramureș, Transilvania, România.

## Istoric
Până în 1945, satul a aparținut de Petrova, iar din 1968 a intrat în componența com. Bistra. 
Prima atestare documentară: 1913 (Petrovakraszna). 

## Etimologie
Etimologia numelui localității: din Crasna (< hidron. Crasna, afluent al râului Vișeu < subst. reg. crasna „frumos; frumusețe” < vsl. krasĭnŭ „frumos", fem. krasĭna, cf. bg. krasen „frumos, drăguț", ucr. krasna, Miklosich, cf. Iordan, 1963: 113) + Vișeu (< n. pers. Vișa, diminutivul lui Vičeslav = Visalv = Vitoslav). 

## Demografie
La recensământul din 2011, populația era de 1.666 locuitori, majoritatea ucraineni. 

## Galerie de imagini

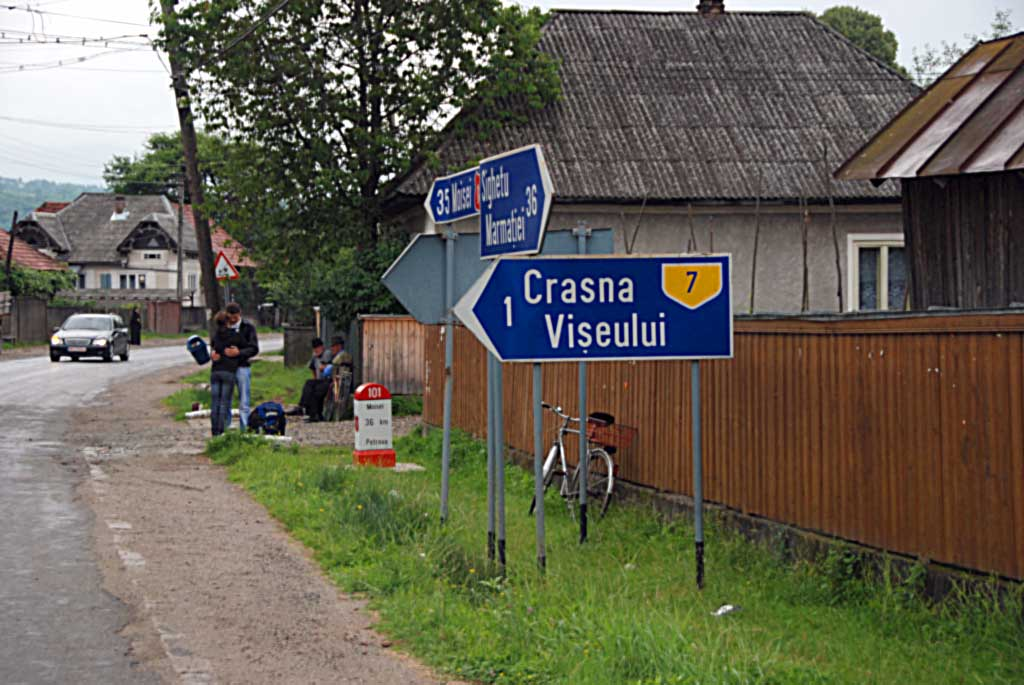
Petrova N18
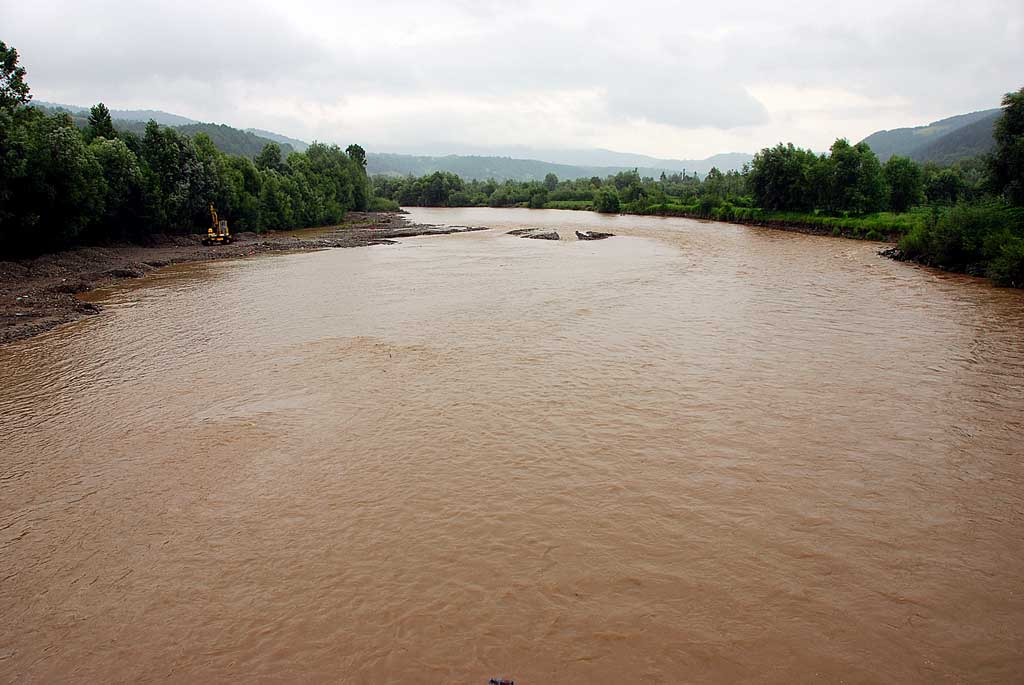
Râul Vişeu
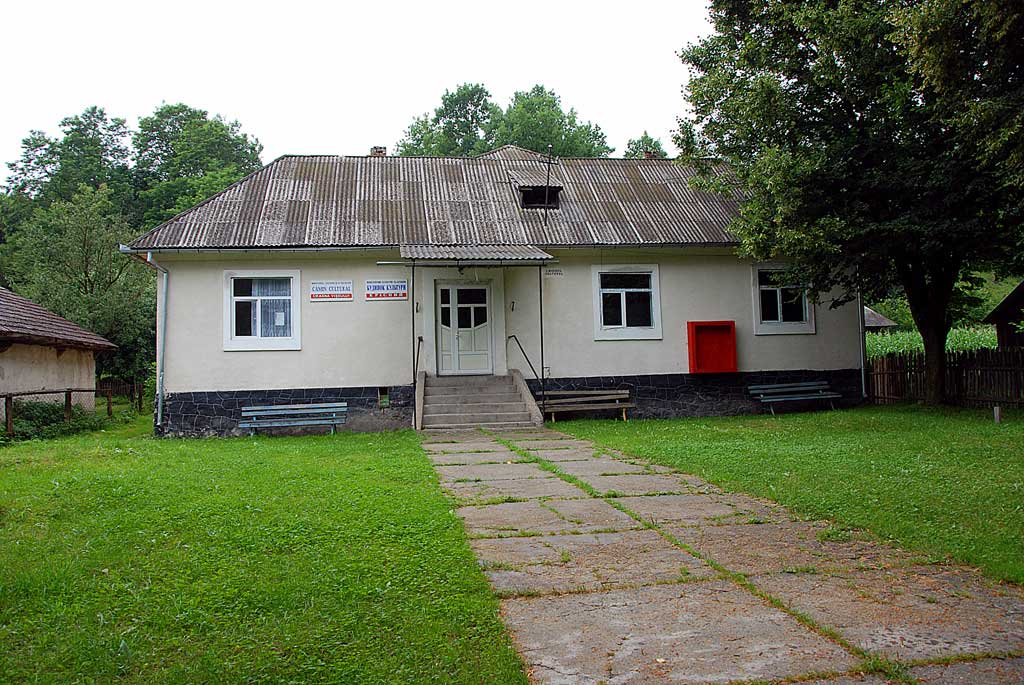
Camin Cultural
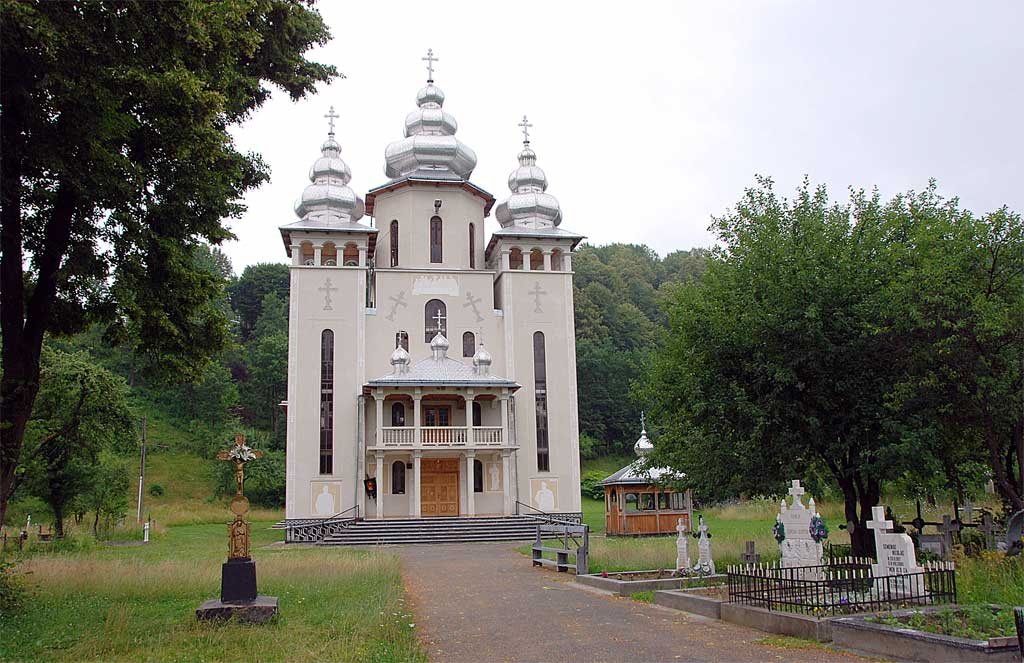
Orthodox biserica